# ألو كندا (فلم)
ألو كندا هو فيلم تلفزي مغربي من إخراج محمد أشاور سنة 2008، و بطولة كل من فهد بنشمسي، مريم الراوي، حسن الصقلي، إدريس الروخ، هدى صدقي، وآخرون.

## القصة
يحكي الفيلم قصة "سعيد"، وهو مهندس فلاحي، قرّر في يوم من الأيام أن يهاجر إلى كندا، لتحقيق ذاته وتطوير مستوى عيشه. لكن الرجل المسكين ستسرق منه حقيبته، التي تحتوي على كل الوثائق اللازمة لسفره.
يشرع سعيد رفقة أخت اللص، التي عادت من كندا، في مطاردة أخيها. ليجد سعيد نفسه حائرا بين الاستقرار في بلده وبين تجاوز العوائق والمضي قدما في حلمه.

## روابط خارجية
- الفيلم على موقع يوتيوب